# Lockheed Model 10 Electra
Lockheed Model 10 Electra je bilo dvomotorno povsem kovinsko lahko potniško letalo, ki ga je zasnoval ameriški Lockheed Aircraft Corporation kot konkurent letalom Boeing 247 in Douglas DC-2. Letalo je uporabljala tudi znana pilotka Amelia Earhart na neuspešnem letu okrog sveta leta 1937. Ime "Electra" je po eni izmed zvezd v ozvezdju Plejade.

## Specifikacije (Electra 10A)
Splošne karakteristike
- Posadka: 2
- Število sedežev: 10
- Dolžina: 38 ft 7 in (11,8 m)
- Razpon kril: 55 ft 0 in (16,8 m)
- Višina: 10 ft 1 in (3,1 m)
- Površina kril: 458 ft² (42,6 m²)
- Teža praznega letala: 6454 lb (2930 kg)
- Naložena teža: 10500 lb (4760 kg)
- Pogon letala: 2 ×  Pratt & Whitney R-985 Wasp Junior SB zvezdasti motor, 450 KM (340 kW)  vsak

 Zmogljivost 
- Maks. hitrost: 202 mph (325 km/h)
- Potovalna hitrost: 190 mph (306 km/h)
- Doseg: 713 milj (1150 km)
- Višina leta: 19400 ft (5910 m)
- Hitrost vzpenjanja: 1000 ft/min (300 m/min)
- Obremenitev kril: 22,9 lb/ft² (111,7 kg/m²)
- Razmerje moč/teža: 11,7 lb/KM (142 W/kg)